# Centropogon azuayensis
Centropogon azuayensis är en klockväxtart som beskrevs av Jeppesen. Centropogon azuayensis ingår i släktet Centropogon och familjen klockväxter. Inga underarter finns listade i Catalogue of Life.